# Berestki
Berestki – kolonia w Polsce położona w województwie lubelskim, w powiecie zamojskim, w gminie Komarów-Osada.
W latach 1975–1998 miejscowość należała administracyjnie do województwa zamojskiego.